# Paragauda

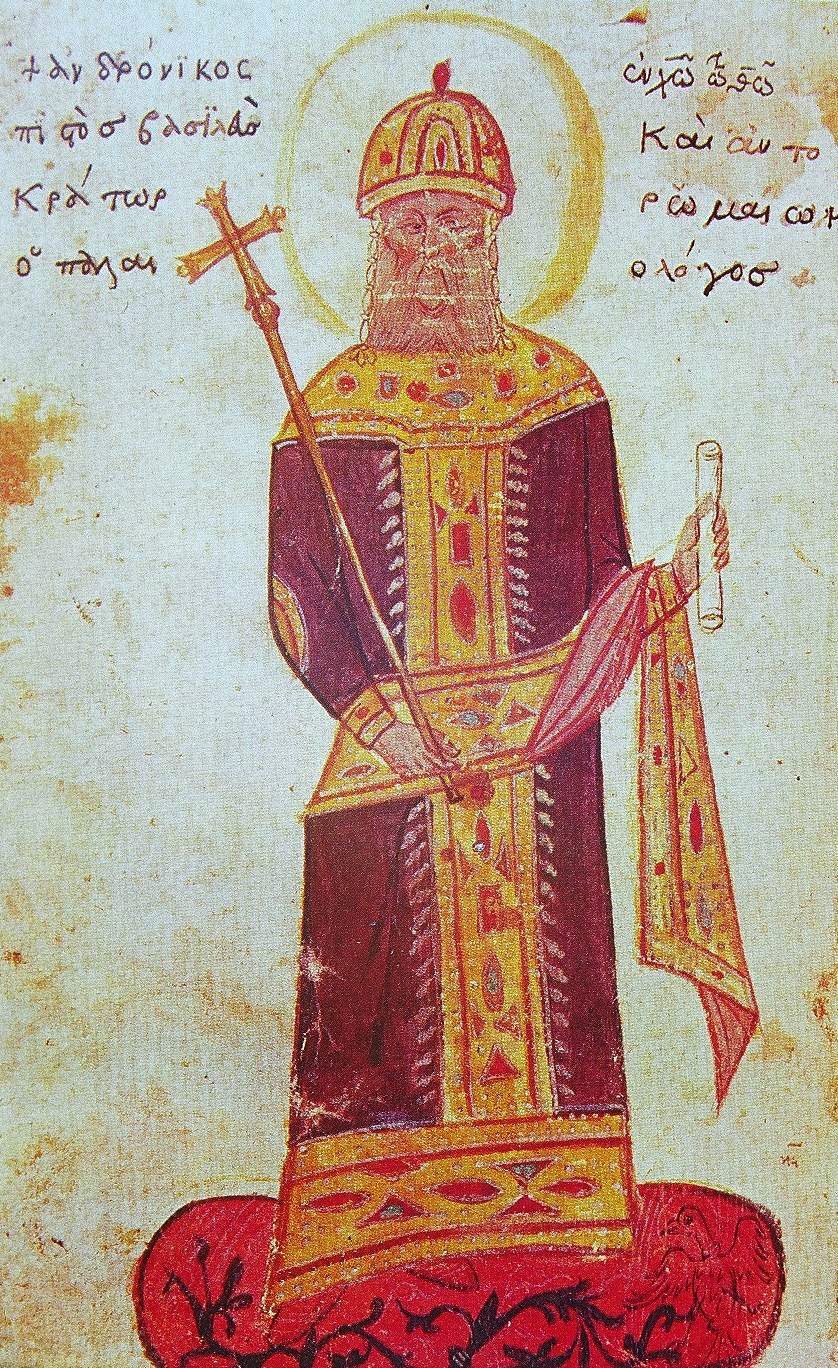
Emperador Miguel VIII Paleólogo con sus vestimentas bizantinas. Las paragaudas de oro son claramente visibles en el borde inferior de su dalmática y en los bordes de las mangas. Sobre sus hombros descansa un superhumeral de oro, el cual caía en la parte del frente en forma de una franja dorada que descendía hasta la paragauda inferior de la dalmática. Esta franja era parte del loros imperial, cuya franja posterior (que partía de la parte trasera del superhumeral) reposaba en uno de los brazos del monarca.

La paragauda era la franja de oro ricamente decorada que colocában en los bordes inferiores de las dalmáticas o túnicas bizantinas. Igualmente con frecuencia se colocaban paragaudas en los bordes de las mangas del ropaje imperial.